# John Kongos
John Kongos (Johannesburg, 6 augustus 1945) is een Zuid-Afrikaans zanger en songwriter.

## Carrière
Nadat John Kongos met zijn band Johnny & the G-Men en als soloartiest begin jaren 1960 in zijn geboorteland Zuid-Afrika enkele plaatsuccessen kon boeken, ging hij in 1966 naar het Verenigd Koninkrijk om zijn carrière een duw te geven. In april 1967 richtte hij de band Floribunda Rose op, met Pete Clifford (gitaar), Jack Russell (basgitaar, zang), Nick Doktor (drums) en Chris Demetriou (keyboards). Na het uitbrengen van de single Linda Loves Linda, verlieten Clifford en Doktor de band en met drummer Henry Spinetti namen de overgebleven muzikanten als de psychedelische rockband Scrugg drie verdere singles op, die zonder succes bleven.
In 1969 bracht Kongos zijn door Gus Dudgeon geproduceerde eerste soloalbum Confusions About a Goldfish uit bij Dawn/Pye Records, dat echter matig succesvol was. Daarna concentreerde hij zich op het schrijven van songs. Zijn twee songs Won't You Join Me en Will You Follow Me werden in 1970 en 1971 hits in Duitse zangversies van Daliah Lavi (Oh, wann kommst du en Willst du mit mir geh'n).
Zijn commerciële doorbraak als zanger had hij midden 1971 met de bij Fly Records uitgebrachte single He's Gonna Step on You Again, die een internationaal hitsucces werd. In het Verenigd Koninkrijk kon ook de opvolgende single Tokoloshe Man zich in de top 10 plaatsen (#4) en zijn eind in 1971 verschenen album Kongos bereikte daar de top 30 van de lp-hitlijst. Verdere successen bleven echter uit.

## Privéleven
John Kongos is getrouwd met de sieraden-ontwerpster Shelley en hij heeft vier zoons: John Joseph, Jesse, Dylan en Daniel Lee. Ze werken samen als rockband onder de naam Kongos. Hij woont momenteel met zijn familie in Phoenix in de Verenigde Staten.

## Discografie

### Singles
Als John Kongos
- 1966: I Love Mary / Goodtime Party Companion
- 1970: Flim Flam Pharisee / Boold
- 1971: He's Gonna Step on You Again / Sometimes It's Not Enough
- 1971: Tokoloshe Man / Can Someone Please Direct Me Back to Earth
- 1972: Great White Lady / Shamarack
- 1972: Come On Down Jesus/Tomorrow I'll Go
- 1973: Higher Than God's Hat / Would You Follow Me
- 1975: Ride the Lightning / I Won't Ask You Where You've Been
- 1976: I No.7 (Only Wants to Get to Heaven) / Slow Talkin' Boy

Floribunda Rose
- 1967: Linda Loves Linda

Scrugg
- ????: Everyone Can See / I Wish I Was Five

### Albums
- 1969: Confusions About a Goldfish
- 1971: Kongos
- 2001: Lavender Popcorn 1966-1969 (Castle, (compilatie incl. Floribunda Rose, Scrugg & John Kongos)

- Bibsys: 6077839
- Biblioteca Nacional de España: XX989012
- Bibliothèque nationale de France: cb13934451q (data)
- Gemeinsame Normdatei: 134679091
- International Standard Name Identifier: 0000 0000 6304 5987
- Library of Congress Control Number: no92000907
- MusicBrainz: 0093cf21-ed2e-446d-921c-e716e05bdfe5
- Virtual International Authority File: 88010228
- WorldCat: E39PBJkMHkV6vdy39THCDwc9Dq